# Ajuntament de Marçà
L'Ajuntament de Marçà és la casa de la vila del municipi de Marçà (Priorat). L'edifici és una obra inclosa en l'Inventari del Patrimoni Arquitectònic de Catalunya.

## Edifici
Conjunt format per un edifici i dos jardins laterals tancats per murs de maçoneria i portes d'obra vista. La casa, de planta rectangular, té planta baixa i dos pisos, és bastida de maçoneria i maó arrebossat pintat i coberta per teulada a dues vessants. A la façana s'obren tres portes que enquadren dues finestres a la planta baixa; cinc balcons al primer pis, el central sobresortit i cinc balcons més al segon pis. Dos fanals adossats a la paret contribueixen a la il·luminació de la plaça, amb un cert aspecte urbà, amb voreres, arbres i d'altres elements. L'edifici allotja els serveis municipals i a la planta baixa hi ha l'escola pública.

## Història
L'actual edifici fou bastit el darrer terç del segle passat i enllestit el 1888. L'actual plaça de les Arenes era anomenada llavors de la Llibertat i constituí un element d'importància dins de la trama urbana del llavors nou i modern Marçà. L'edifici sofrí lleugeres modificacions, tal com el tancament d'algun balcó, reobert posteriorment.